# L'Insurgé (journal)
Pour les articles homonymes, voir L'Insurgé.
L'Insurgé est un journal français créé pendant la Seconde Guerre mondiale par le mouvement socialiste de résistance intérieure française, L'Insurgé, fondé en 1940 à Lyon par des militants du Parti socialiste ouvrier et paysan (PSOP). 
Le mouvement est dirigé par Marie-Gabriel Fugère jusqu'à son arrestation en septembre 1943.
26 numéros de son journal L'Insurgé ont été publiés dans la clandestinité. L'Insurgé se présentait comme « Organe socialiste de libération prolétarienne », ou dans certains numéros comme « Organe de libération ouvrière et paysanne » ou « Organe socialiste de libération des masses laborieuses ».

### Bibliographie

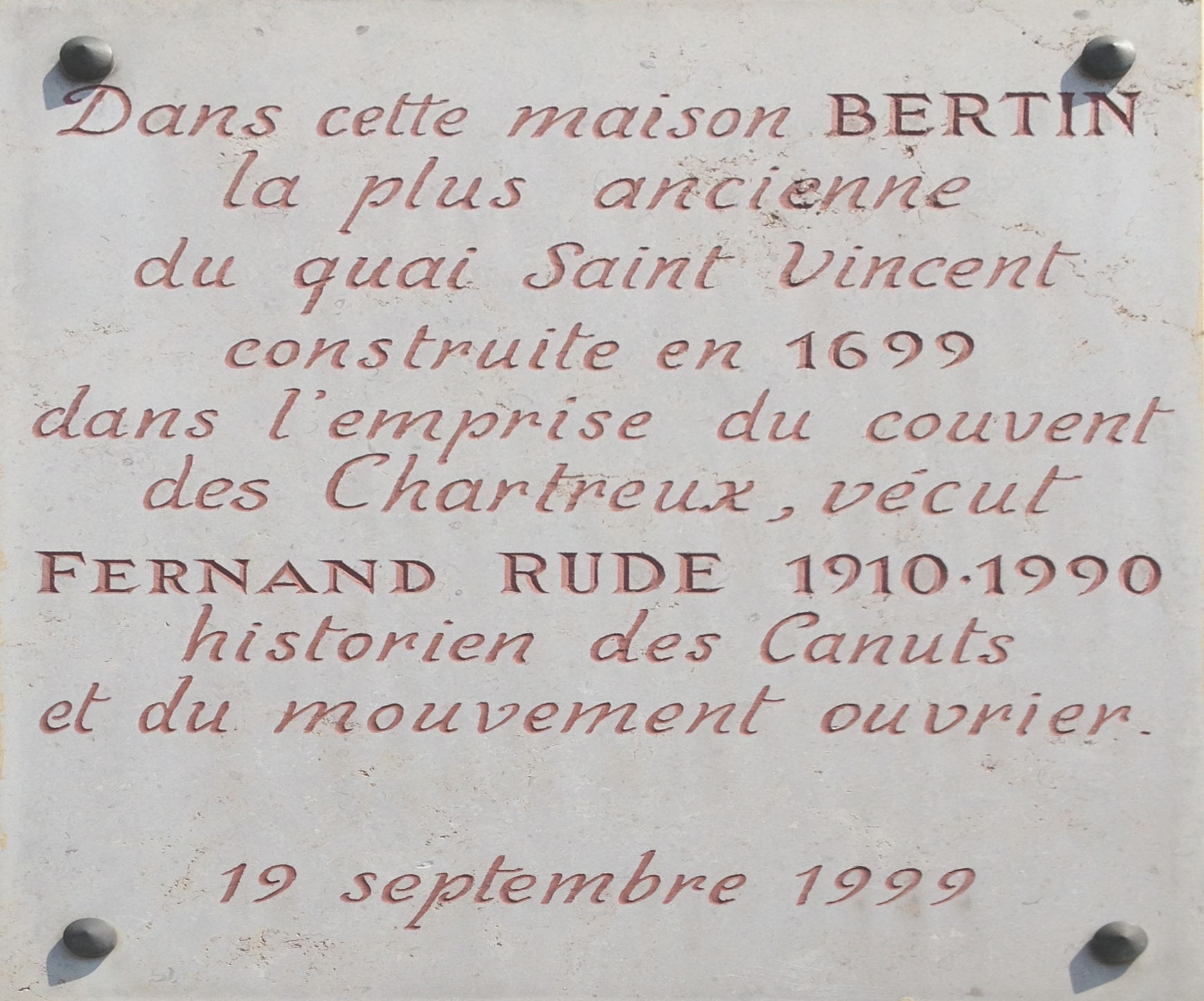
Plaque rendant hommage à Fernand Rude, quai Saint-Vincent à Lyon.

## Pour approfondir